# Équipe de Serbie de football
Cet article traite de l'équipe masculine. Pour l'équipe féminine, voir Équipe de Serbie féminine de football.
Maillots
L'équipe de Serbie de football est la sélection de joueurs serbes représentant le pays lors des compétitions internationales de football masculin, sous l'égide de la fédération de Serbie de football (FSS).
Bien qu'ayant pris forme dès 1920 sous le nom de  "sous-association de Belgrade", la Fédération serbe de football, fondée au lendemain de la seconde guerre mondiale, resta longtemps sous la coupe de la Fédération de Yougoslavie de football (FSJ) (en tant que sous-fédération) avant de devenir fédération nationale à part entière en juin 2006. La sélection serbe n'eut ainsi pas d'existence propre entre 1920 et 2006 puisque la Serbie a été intégrée tour à tour au royaume des Serbes, Croates et Slovènes, au royaume de Yougoslavie, à la république fédérative socialiste de Yougoslavie, à la République fédérale de Yougoslavie puis à la Serbie-et-Monténégro.
L'équipe de Serbie est l'héritière statistique unique de équipe de Yougoslavie et de l'équipe de Serbie-et-Monténégro, la FSS ayant obtenu par succession (en accord avec les parties concernées[pas clair]) le siège de membre vacant de la FSJ (nommée FSSCG au moment de sa dissolution) à la FIFA et à l'UEFA.

## Histoire

### De 1896 à 1919
Le football est introduit dans le royaume de Serbie en mars 1896, par le Juif Hugo Buli (à l'époque, les clubs les plus puissants, après ceux d'Angleterre et d'Écosse étaient issus de la communauté juive d'Europe centrale cf SC Hakoah Vienne) après avoir terminé ses études en Allemagne. Il fait découvrir le football à ses amis à Belgrade, il avait rapporté avec lui un ballon comme souvenir de ses études à Berlin. Le jeu intéresse très vite la jeunesse belgradoise et le 12 mai 1896, au sein d'un lycée belgradois, l'association « SOKO » (« Faucon » en français), fondé une section sportive du nom de Loptačku (en serbe latin), les Balloniers en français. Dès la même année, des matchs s'organisent, entre les sections des différentes écoles qui très vite prennent modèle sur les équipes anglaises pour devenir des clubs amateurs comme le club de Soko.
En mai, 1899, un championnat de Serbie (non officiel) est créé sous le nom de « друштва за игру лоптом » en Serbe cyrillique (« Association de jeux de ballon » en français). En 1905, on traduit les règles du « jeu de pied » d'un livre de règle allemand, avant cela, les règles du match était établies entre les deux équipes avant le match ! Cela permet au football de se développe encore plus vite dans toute la Serbie.
Et en 1911, le premier match non officiel d'une sélection de Serbie a lieu à Agram (aujourd'hui Zagreb) en Autriche-Hongrie contre le HAŠK. Les Serbes s'inclinent 8-0. Même si le premier match était à l'extérieur, il est intéressant de note que la majorité des spectateurs croate soutenait l'équipe de Serbie. La presse d'Agram rendit même hommage au courage des Serbes contre la puissante équipe autrichienne.

### La Serbie héritière des statistiques FIFA de la Yougoslavie
La première Yougoslavie, le royaume des Serbes, Croates et Slovènes, est créée en décembre 1918. S'ensuivront le royaume de Yougoslavie (de 1929 à la seconde guerre mondiale) et la république fédérative socialiste de Yougoslavie de 1945 à 1992. La Fédération de Yougoslavie de football (FSJ) est fondée en 1919. Elle est affiliée à la FIFA en 1921 et est membre de l'UEFA depuis sa création en 1954. La Fédération de Serbie de football (Фудбалски савез Србије) ou FSS (qui existait déjà en tant que "sous-association de Belgrade" depuis 1920), est établie sous son nom actuel le 28 août 1948. Longtemps sous-fédération membre de la FSJ, la FSS attendra jusqu'en 2006 pour devenir fédération nationale principale, soit après la liquidation définitive de la Yougoslavie, mais depuis 1990 l'équipe était déjà principalement composé de Serbie, car la Croatie, la Bosnie, la Macédoine du nord, la Slovénie avait déjà quitte la Yougoslavie . En 2006, la Fédération Serbe de Football devient en accord avec la FIFA et toutes les autres fédérations ex-Yougoslaves hérite du siège de membre historique de la fédération yougoslave à la FIFA et à l'UEFA. Grâce à la continuité de l'affiliation, la Serbie récupère en tant qu'héritière principale le palmarès de feu la Yougoslavie et la Serbie Monténégro.

#### De 1994 à 2006
Exclue de l'Euro 1992 peu avant le début de la compétition, en raison des guerres qui ravagent le pays et des sanctions prononcées par l'ONU, l'équipe de Yougoslavie connaît un véritable coup d'arrêt. Lorsque l'équipe retrouve le terrain à la fin de l'année 1994, après plus de deux ans d'interruption due à sa suspension, elle est toujours présentée par la même fédération (FSJ). En revanche elle ne représente plus la Yougoslavie telle qu'on la connaissait, mais la République fédérale de Yougoslavie (une Yougoslavie réduite à la Serbie et au Monténégro). La nouvelle équipe de Yougoslavie est désormais composée uniquement de joueurs serbes et monténégrins (elle prendra d'ailleurs le nom d'équipe de Serbie-et-Monténégro en février 2003). Le premier match officiel de la nouvelle Yougoslavie (République fédérale) est disputé à Porto Alegre (Brésil), le 23 décembre 1994 contre le Brésil (défaite yougoslave sur le score de 2 à 0).

### Succession: les débuts de la sélection de Serbie en 2006

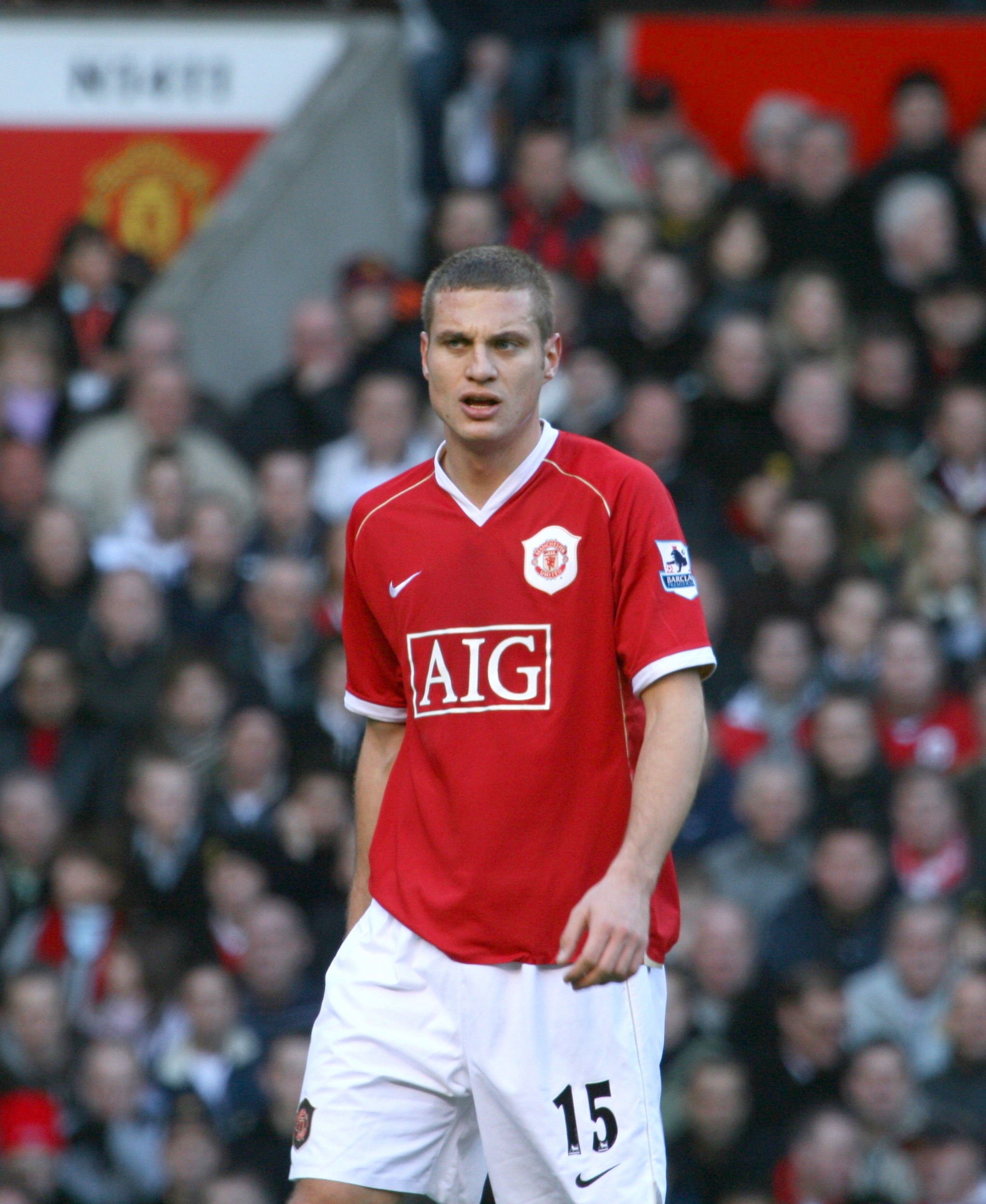
le meilleur défenseur d'Angleterre en 2008 Nemanja Vidić et vice-capitaine de la sélection de Serbie.

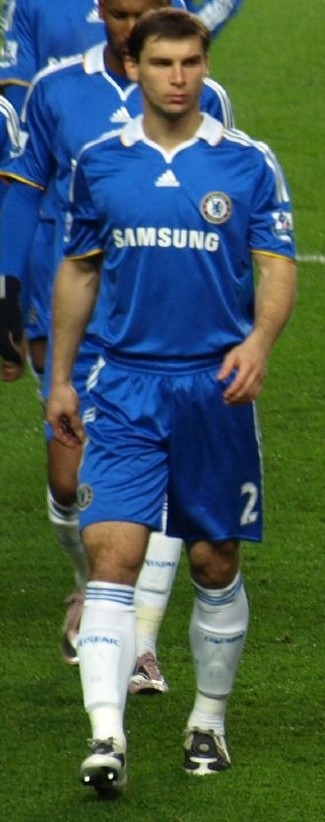
Branislav Ivanović, l'une des quatre tours de la Serbie, avec Nemanja Vidic, Nikola Žigić et Neven Subotic

À la suite de la proclamation de l'indépendance du Monténégro, la Fédération de Serbie-et-Monténégro de football (ex-FSJ) est dissoute le 28 juin 2006, cédant ainsi la place aux deux fédérations serbe et monténégrine qui deviennent chacune fédération nationale principale. Il existe donc depuis deux nouvelles équipes nationales : celle de Serbie, et celle du Monténégro. Le premier match de l’équipe de Serbie de football (Фудбалска репрезентација Србије) est disputé à Uherské Hradiště, en République tchèque, le 16 août 2006, contre la République tchèque (victoire serbe sur le score de 3 buts à 1). C'était le dernier match de l'emblématique joueur tchèque Pavel Nedvěd. Une des plus larges victoires de la Serbie est enregistrée à Bakou, en Azerbaïdjan, contre l’Azerbaïdjan, le 17 octobre 2007, dans le cadre des éliminatoires de l’Euro 2008, les Serbes s'imposant sur le score de 6 buts à 1 (doublé de Nikola Žigić et buts de Duško Tošić, de Danko Lazović, de Boško Janković et de Milan Jovanović). La Serbie dispute les qualifications pour l’Euro 2008 après avoir héritée de la place de l'équipe de Serbie-Monténégro (empêchant à l'équipe monténégrine toute possibilité de participer, les inscriptions étant en effet déjà closes et le tirage effectué). Elle est éliminée, échouant à la troisième place du groupe derrière la Pologne et le Portugal, tout en ne perdant que deux fois, contre le Kazakhstan et la Belgique.

### La Coupe du monde 2010
L’équipe de Serbie de football dispute les éliminatoires de la coupe du monde de football 2010 dans le groupe 7, composé de la France, de l’Autriche, de la Roumanie, des Îles Féroé et de la Lituanie. À mi-parcours des éliminatoires, 35 buts ont été marqués dans le groupe, dont 14 par la Serbie. L'arrivée à la tête de la Serbie de Radomir Antic (l'unique entraîneur dans l'histoire à avoir entraîné les clubs du Real Madrid, de l'Atletico Madrid et du FC Barcelone), une semaine avant le match contre la France en septembre 2008, a permis à la Serbie de créer un groupe solide et équilibre dans tous les domaines du jeu, que ce soit au milieu ou en attaque. Antic appelle ses joueurs ses enfants. Un capitaine de ligne a été désigné par l’entraîneur, le défenseur central de Manchester United Nemanja Vidic pour la défense, Dejan Stankovic de l'Inter de Milan pour le milieu, et Nikola Zigic pour l'attaque. Autour d'eux, des joueurs revanchards, et des jeunes, l'équipe des moins de 21 ans de Serbie a été deux fois de suite en finale de grandes compétitions, Euro et Mondial.

Le 10 octobre 2009, la Serbie se qualifie pour la Coupe du monde 2010 en battant la Roumanie sur le score de 5-0, dont un doublé de Milan Jovanović, ce qui constitue par ailleurs une de ses plus larges victoires. À la suite du tirage au sort du 4 décembre, la Serbie est placée dans le groupe D, où elle est opposée au Ghana, à l'Allemagne et à l'Australie. Après une défaite contre le Ghana (0-1) lors de leur premier match sur un penalty d'Asamoah Gyan à la 85e minute, les Serbes se reprennent et créent la surprise en battant l'Allemagne (1-0) grâce à un but de Milan Jovanović à la 38e minute, tandis que la Mannschaft a manqué un penalty au cours de cette rencontre. Une seconde défaite contre l'Australie (1-2, Marko Pantelić ayant réduit le score à la 84e minute) lors du dernier match élimine la Serbie de la compétition et qui termine dernière de son groupe particulièrement serré.

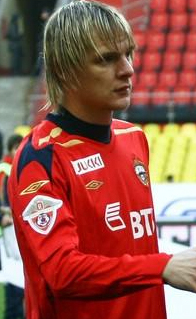
Miloš Krasić

### Absence des compétitions internationales de 2012 à 2016
À la suite du tirage au sort du 7 février 2010, la Serbie est répartie dans le groupe C, ce dernier est composé de l'Italie, de l'Irlande du Nord, de la Slovénie, de l'Estonie et des îles Féroé.
Lors du match des qualifications contre l'Italie, des hooligans serbes commencèrent à semer le trouble dans les gradins du Stade Luigi-Ferraris de Gênes. Le match fut donc arrêté au bout de six minutes, et après une enquête, l'UEFA accorde une victoire 3-0 de l'Italie sur tapis vert. Au coude à coude avec l'Estonie pour la seconde place du groupe synonyme de barrage, la sélection serbe ruine ses derniers espoirs en faisant match nul contre l'Italie (1-1) et en perdant son dernier match face à la Slovénie sur un but de Dare Vršič. La Serbie finie troisième de son groupe à un seul point de l'Estonie qualifiée pour les barrages. En poste depuis un an, le sélectionneur Vladimir Petrović, démissionne de ses fonctions le 14 octobre 2011, à la suite de cette non-qualification, le capitaine Dejan Stanković annonce lui sa retraite internationale après avoir porté le maillot de la sélection à 102 reprises depuis 1998. Peu de temps après Nemanja Vidić l'imite en annonçant à son tour son volonté de se retirer de l'équipe nationale.
L'adjoint de Vladimir Petrović, Radovan Ćurčić assure l'intérim pour quatre matchs avec une seule victoire face à l'Arménie en février 2012, avant que Siniša Mihajlović ne soit promu au poste de sélectionneur. Dès son arrivée à la tête de l'équipe, il instaure un code de conduite aux joueurs sélectionnés avec notamment l'obligation de chanter l'hymne serbe, ce que refuse le joueur de la Fiorentina Adem Ljajić pour des « raisons personnelles », il est alors exclu du groupe.
Lors des éliminatoires pour la Coupe du monde 2014, l'équipe serbe perd à deux reprises face à la Belgique, favorite du groupe, réalise un match nul en Écosse, perd contre la modeste Macédoine sur un penalty de Agim Ibraimi en octobre 2012 et bat par deux fois le pays de Galles, dont une victoire 6-1 à domicile au match aller représentant un des plus larges succès de l'histoire de la sélection. Ces résultats décevants semblent notamment le fait de la jeunesse de la sélection de Mihailovic.

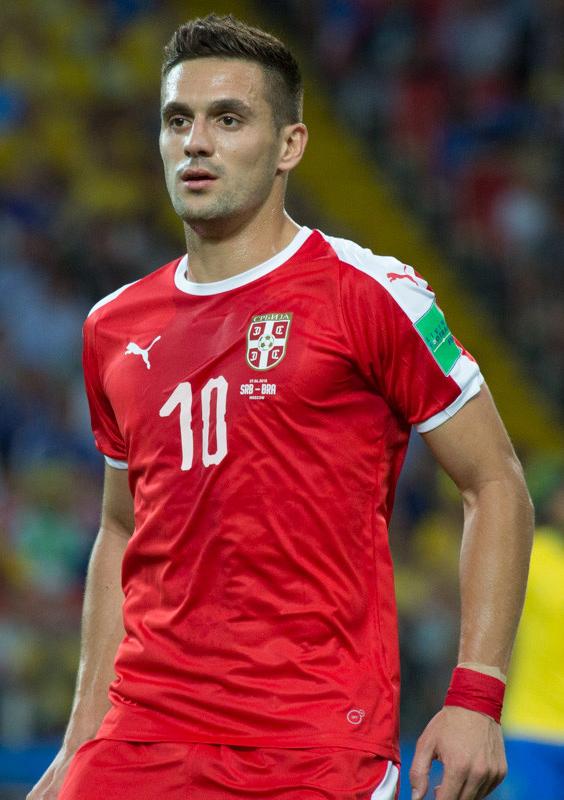
Dušan Tadić, est le capitaine de l'équipe de 2021 à 2024.

Pour l'Euro 2016 la Serbie se trouve dans le groupe I des éliminatoires, aux côtés du Portugal, du Danemark, de l'Arménie et de l'Albanie. Ces éliminatoires sont complètement manqués par la Serbie qui termine avant-dernière du groupe juste devant l'Arménie et ne remporte que 2 matchs, pour un nul et 5 revers ; dont une défaite 0-3 accordée sur tapis vert par le tribunal arbitral du sport le 10 juillet 2015 lors du match à domicile initialement prévu le 14 octobre 2014 et interrompu contre l'Albanie, en plus d'une pénalité de 3 points en défaveur des Aigles au classement et l'obligation de disputer leurs deux prochaines rencontres à domicile à huis clos, à la suite de débordements attribués aux supporters serbes outrés par un acte nationaliste albanais,,.

### Coupe du monde 2018 en Russie

#### Qualification
La Serbie rebondit de son échec en qualifications pour l'Euro 2016 et parvient à se qualifier pour la Coupe du monde 2018, après 8 ans d'absence ; en terminant en tête du groupe D lors des éliminatoires, un groupe homogène mais très disputé, avec 6 victoires, 3 nuls et une défaite (2-3 sur la pelouse de l'Autriche).
Après la qualification pour la coupe du monde 2018 la FSS a licencié son sélectionneur Slavoljub Muslin alors qu'il avait fait un très bon travail en place Dušan Tadić en numéro 10, licenciement, car il refusait de faire jouer Sergej Milinković-Savić ainsi que Nemanja Radonjić.

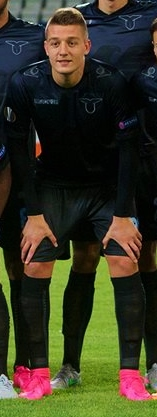
Milenkovic Savic la jeune Star serbe de la SS-Lazzio

##### Parcours
Le président de la l'UEFA Aleksander Čeferin déclara qu'au cours du match Serbie-Suisse, la Serbie fût volée d'un pénalty évidant sur Mitrovic, montrant l'inefficacité du système, cela le poussa à ne pas mettre en place le système pour la Ligue des nations 2018-2019,,,.
Ce match, perdu par la Serbie sur le score de 1-2 contre les Helvètes, s’avérera décisif pour la qualification en huitièmes de finale face à un concurrent direct, puisque les Aigles ne pourront surprendre lors de la dernière journée des phases de poule le Brésil, un des favoris à la victoire finale (0-2). La Serbie terminera 3e du groupe avec une victoire (1-0 lors de la première journée contre le Costa Rica) et 2 défaites.

### Échec en barrages pour l'Euro 2021
Placée dans le groupe 4 de la Ligue C lors de l'édition 2018-2019 de Ligue des nations, la Serbie termine en tête du groupe avec 14 points grâce à 4 victoires et 2 nuls en 6 rencontres, synonyme de promotion en Ligue B lors de l'édition 2020-2021, en plus d'avoir la possibilité du fait de sa position de pouvoir disputer des barrages qualificatifs pour l'Euro 2021 en cas de non-qualification directe par la voie des éliminatoires.
Dans le groupe B des éliminatoires, la Serbie termine 3e avec 4 victoires, 2 nuls et 2 défaites ; derrière l'Ukraine et le Portugal qu'elle ne parvient pas à battre (défaite 0-5 à l'extérieur lors du match aller, ce qui constitue d'ailleurs la plus large défaite de son histoire, et nul 2-2 à domicile au retour contre le leader ukrainien ; nul 1-1 à Lisbonne à l'aller puis défaite 2-4 à domicile au retour contre le champion d'Europe portugais). La Serbie se voit offrir une seconde chance par le biais des barrages. Elle se déplace ainsi en Norvège pour jouer une demi-finale de barrage dans la  « voie C » le 8 octobre 2020. La Norvège, bien qu'évoluant à domicile et emmenée par quelques individualités évoluant dans des clubs européens régulièrement qualifiés pour des Coupes d'Europe (Erling Haaland et Martin Ødegaard entre autres), n'affiche pas un jeu collectif de qualité et peine à se procurer des occasions franches tandis que les Aigles maîtrisent globalement la rencontre, bien que la partie demeure longtemps indécise. La Serbie l'emporte 2-1 en prolongations grâce à un doublé de Sergej Milinković-Savić (82e et 103e minute), alors que Mathias Normann avait égalisé pour les Scandinaves à la 88e minute. Le 12 novembre 2020, la Serbie accueille à Belgrade l'Écosse, qui a eu besoin des tirs au but pour éliminer à domicile Israël. Les Aigles partent donc avec la faveur des pronostics pour se qualifier pour le premier Euro de leur histoire. Pourtant, ce sont bien les visiteurs qui se montrent durant la majeure partie de la rencontre les plus entreprenants et ouvrent le score à la 52e minute par Ryan Christie, avant de concéder l'égalisation serbe en toute fin du temps réglementaire par Luka Jović à la 90e minute. Le score n'évoluera pas durant les prolongations (1-1), l'Écosse se qualifie lors de la séance de tirs au but (5 t.a.b. à 4), le gardien écossais David Marshall effectuant un arrêt déterminant sur le dernier tir d'Aleksandar Mitrović.
Dans le groupe 3 de Ligue B lors de l'édition 2020-2021 de Ligue des nations, la Serbie assure son maintien à la dernière journée en écrasant à domicile la Russie (5-0) le 18 novembre 2020, ce qui lui permet de compter le même nombre de points que la Turquie mais d'avoir l'avantage sur le critère des buts marqués à l'extérieur lors des confrontations directes (nul 0-0 à domicile à l'aller, 2-2 au retour). En outre ce succès contre la Russie représente une des plus larges victoires de l'histoire des Aigles.

### Qualification pour la Coupe du monde 2022 puis première qualification historique pour l'Euro 2024
Après la non-qualification pour l'Euro 2021, la Serbie attaque les éliminatoires pour la Coupe du monde 2022 dans l'espoir de signer une 3e participation à la grand messe mondiale, sa deuxième d'affilée. Les Aigles atteignent cet objectif en terminant en tête de leur groupe avec un bilan de 6 victoires et 2 matchs nuls en 8 rencontres. Les coéquipiers d'Aleksandar Mitrović ont notamment résisté au Portugal à domicile lors du match aller (2-2 après avoir été mené 0-2), en ayant bénéficié d'un fait de jeu favorable (qui aura ultérieurement une répercussion importante au classement) puisqu'un but portugais de Cristiano Ronaldo pourtant valable a été injustement refusé dans les arrêts de jeu de la partie, et ont battu les Lusitaniens à l'extérieur lors du match retour à l'occasion de la dernière journée de qualifications, grâce un but de dernière minute de Mitrović permettant à son équipe de l'emporter sur le fil (2-1) à la surprise générale et ce, alors que les Portugais, qui pouvaient se contenter d'un match nul pour terminer en tête du groupe, avaient ouvert le score dès la 2e minute de jeu.
La Serbie tombe dans le groupe G pour la Coupe du monde 2022 avec deux adversaires similaires au 1er tour de 2018, le Brésil et la Suisse qui avaient chacun écarté les Aigles, en plus du Cameroun. La Serbie termine dernière de son groupe avec un seul point, obtenu à la suite d'un match nul spectaculaire avec le Cameroun (3-3) mais ne peut prendre sa revanche contre ses deux bourreaux du Mondial russe et s'incline 0-2 contre les Auriverde et 2-3 contre la Nati. Entre-temps, la Serbie a néanmoins réussi son édition 2022-2023 de Ligue des nations en terminant en tête de son groupe, avec 4 victoires, un nul et une défaite, synonyme de promotion en Ligue A pour l'édition suivante alors qu'elle évoluait en Ligue C lors de la première édition. Les Aigles ont notamment fait preuve d'une grande maîtrise technique en battant à deux reprises une équipe de Suède sur la pente descendante, dont un cinglant 4-1 à domicile, ainsi qu'une victoire avec la manière en Norvège (2-0), vengeant la seule défaite lors du premier match à domicile (0-1) contre ce même adversaire.
La Serbie obtient ensuite une première qualification historique pour un Championnat d'Europe en tant que pays indépendant, en terminant 2e de son groupe aux éliminatoires de l'Euro 2024 avec un bilan de 4 victoires (acquises à l'aller comme au retour lors des double-confrontations face à la Lituanie et au Monténégro), 2 nuls (1-1 à l'extérieur et 2-2 à domicile face à la Bulgarie) et 2 défaites (à chaque fois sur le score de 1-2 contre la Hongrie, leader du groupe).
Lors du tournoi, la Serbie a été versée dans le groupe C avec l'Angleterre, la Slovénie et le Danemark. Elle s'est inclinée 1-0 face à l'Angleterre lors du premier match, puis a fait match nul 1-1 avec la Slovénie, après que Luka Jović ait égalisé à la dernière minute des arrêts de jeu. Elle devait battre le Danemark lors de son dernier match de la phase de groupe pour se qualifier, mais a fait match nul 0-0, ce qui a entraîné son élimination.

## Palmarès

### Parcours aux Jeux olympiques
| Année | Position    |
| ----- | ----------- |
| 1920  | Yougoslavie |
| 1924  | Yougoslavie |
| 1928  | Yougoslavie |
| 1936  | Yougoslavie |
| 1948  | Yougoslavie |
| 1952  | Yougoslavie |
| 1956  | Yougoslavie |

### Parcours en Coupe du monde
| Année | Position                 |      | Année                             | Position |                       | Année | Position |
| 1930  | Membre de la Yougoslavie | 1974 | Membre de la Yougoslavie          | 2010     | 1er tour              |       |          |
| 1934  | Membre de la Yougoslavie | 1978 | Membre de la Yougoslavie          | 2014     | Non qualifiée         |       |          |
| 1938  | Membre de la Yougoslavie | 1982 | Membre de la Yougoslavie          | 2018     | 1er tour              |       |          |
| 1950  | Membre de la Yougoslavie | 1986 | Membre de la Yougoslavie          | 2022     | 1er tour              |       |          |
| 1954  | Membre de la Yougoslavie | 1990 | Membre de la Yougoslavie          | 2026     | Éliminatoire en cours |       |          |
| 1958  | Membre de la Yougoslavie | 1994 | Membre de la Serbie-et-Monténégro | 2030     | À venir               |       |          |
| 1962  | Membre de la Yougoslavie | 1998 | Membre de la Serbie-et-Monténégro | 2034     | À venir               |       |          |
| 1966  | Membre de la Yougoslavie | 2002 | Membre de la Serbie-et-Monténégro |          |                       |       |          |
| 1970  | Membre de la Yougoslavie | 2006 | Membre de la Serbie-et-Monténégro |          |                       |       |          |

| Phase finale  | Phase finale                                                     | Phase finale                                                     | Phase finale                                                     | Phase finale                                                     | Phase finale                                                     | Phase finale                                                     | Phase finale                                                     | Phase finale                                                     |         | Phase qualificative | Phase qualificative | Phase qualificative | Phase qualificative | Phase qualificative | Phase qualificative | Phase qualificative |
| Lieu et année | Stade                                                            | Position                                                         | J                                                                | G                                                                | N                                                                | P                                                                | BP                                                               | BC                                                               | Pos     | J                   | G                   | N                   | P                   | BP                  | BC                  |                     |
| ------------- | ---------------------------------------------------------------- | ---------------------------------------------------------------- | ---------------------------------------------------------------- | ---------------------------------------------------------------- | ---------------------------------------------------------------- | ---------------------------------------------------------------- | ---------------------------------------------------------------- | ---------------------------------------------------------------- | ------- | ------------------- | ------------------- | ------------------- | ------------------- | ------------------- | ------------------- | ------------------- |
| 1930 - 1990   | La Serbie est membre de la Yougoslavie                           | La Serbie est membre de la Yougoslavie                           | La Serbie est membre de la Yougoslavie                           | La Serbie est membre de la Yougoslavie                           | La Serbie est membre de la Yougoslavie                           | La Serbie est membre de la Yougoslavie                           | La Serbie est membre de la Yougoslavie                           | La Serbie est membre de la Yougoslavie                           |         |                     |                     |                     |                     |                     |                     |                     |
| 1998 - 2006   | La Serbie est membre de la RF Yougoslavie (Serbie-et-Monténégro) | La Serbie est membre de la RF Yougoslavie (Serbie-et-Monténégro) | La Serbie est membre de la RF Yougoslavie (Serbie-et-Monténégro) | La Serbie est membre de la RF Yougoslavie (Serbie-et-Monténégro) | La Serbie est membre de la RF Yougoslavie (Serbie-et-Monténégro) | La Serbie est membre de la RF Yougoslavie (Serbie-et-Monténégro) | La Serbie est membre de la RF Yougoslavie (Serbie-et-Monténégro) | La Serbie est membre de la RF Yougoslavie (Serbie-et-Monténégro) |         |                     |                     |                     |                     |                     |                     |                     |
| 2010          | 1er tour                                                         | 23e                                                              | 3                                                                | 1                                                                | 0                                                                | 2                                                                | 2                                                                | 3                                                                | 1/6     | 10                  | 7                   | 1                   | 2                   | 22                  | 8                   |                     |
| 2014          | Non qualifiée                                                    | Non qualifiée                                                    | Non qualifiée                                                    | Non qualifiée                                                    | Non qualifiée                                                    | Non qualifiée                                                    | Non qualifiée                                                    | Non qualifiée                                                    | 3/6     | 10                  | 4                   | 2                   | 4                   | 18                  | 11                  |                     |
| 2018          | 1er tour                                                         | 23e                                                              | 3                                                                | 1                                                                | 0                                                                | 2                                                                | 2                                                                | 4                                                                | 1/6     | 10                  | 6                   | 3                   | 1                   | 20                  | 10                  |                     |
| 2022          | 1er tour                                                         | 29e                                                              | 3                                                                | 0                                                                | 1                                                                | 2                                                                | 5                                                                | 8                                                                | 1/5     | 8                   | 6                   | 2                   | 0                   | 18                  | 9                   |                     |
| 2026          | À venir                                                          | À venir                                                          | À venir                                                          | À venir                                                          | À venir                                                          | À venir                                                          | À venir                                                          | À venir                                                          | 3/5     | 2                   | 1                   | 1                   | 0                   | 3                   | 0                   |                     |
| 2030          | À venir                                                          | À venir                                                          | À venir                                                          | À venir                                                          | À venir                                                          | À venir                                                          | À venir                                                          | À venir                                                          | À venir | À venir             | À venir             | À venir             | À venir             | À venir             | À venir             |                     |
| Total         | Total                                                            | 3/4                                                              | 9                                                                | 2                                                                | 1                                                                | 6                                                                | 9                                                                | 15                                                               | Total   | 40                  | 24                  | 9                   | 7                   | 81                  | 38                  |                     |

### Parcours en Championnat d'Europe
| Année | Position                 |      | Année                             | Position |               | Année | Position |
| 1960  | Membre de la Yougoslavie | 1988 | Membre de la Yougoslavie          | 2016     | Non qualifiée |       |          |
| 1964  | Membre de la Yougoslavie | 1992 | Membre de la Yougoslavie          | 2020     | Non qualifiée |       |          |
| 1968  | Membre de la Yougoslavie | 1996 | Membre de la Serbie-et-Monténégro | 2024     | 1er tour      |       |          |
| 1972  | Membre de la Yougoslavie | 2000 | Membre de la Serbie-et-Monténégro | 2028     | À venir       |       |          |
| 1976  | Membre de la Yougoslavie | 2004 | Membre de la Serbie-et-Monténégro | 2032     | À venir       |       |          |
| 1980  | Membre de la Yougoslavie | 2008 | Non qualifiée                     |          |               |       |          |
| 1984  | Membre de la Yougoslavie | 2012 | Non qualifiée                     |          |               |       |          |

| Phase finale  | Phase finale                                                     | Phase finale                                                     | Phase finale                                                     | Phase finale                                                     | Phase finale                                                     | Phase finale                                                     | Phase finale                                                     | Phase finale                                                     |               | Phase qualificative | Phase qualificative | Phase qualificative | Phase qualificative | Phase qualificative | Phase qualificative | Phase qualificative |
| Lieu et année | Stade                                                            | Position                                                         | J                                                                | G                                                                | N                                                                | P                                                                | BP                                                               | BC                                                               | Pos           | J                   | G                   | N                   | P                   | BP                  | BC                  |                     |
| ------------- | ---------------------------------------------------------------- | ---------------------------------------------------------------- | ---------------------------------------------------------------- | ---------------------------------------------------------------- | ---------------------------------------------------------------- | ---------------------------------------------------------------- | ---------------------------------------------------------------- | ---------------------------------------------------------------- | ------------- | ------------------- | ------------------- | ------------------- | ------------------- | ------------------- | ------------------- | ------------------- |
| 1960 - 1992   | La Serbie est membre de la Yougoslavie                           | La Serbie est membre de la Yougoslavie                           | La Serbie est membre de la Yougoslavie                           | La Serbie est membre de la Yougoslavie                           | La Serbie est membre de la Yougoslavie                           | La Serbie est membre de la Yougoslavie                           | La Serbie est membre de la Yougoslavie                           | La Serbie est membre de la Yougoslavie                           |               |                     |                     |                     |                     |                     |                     |                     |
| 2000 - 2004   | La Serbie est membre de la RF Yougoslavie (Serbie-et-Monténégro) | La Serbie est membre de la RF Yougoslavie (Serbie-et-Monténégro) | La Serbie est membre de la RF Yougoslavie (Serbie-et-Monténégro) | La Serbie est membre de la RF Yougoslavie (Serbie-et-Monténégro) | La Serbie est membre de la RF Yougoslavie (Serbie-et-Monténégro) | La Serbie est membre de la RF Yougoslavie (Serbie-et-Monténégro) | La Serbie est membre de la RF Yougoslavie (Serbie-et-Monténégro) | La Serbie est membre de la RF Yougoslavie (Serbie-et-Monténégro) |               |                     |                     |                     |                     |                     |                     |                     |
| 2008          | Non qualifiée                                                    | Non qualifiée                                                    | Non qualifiée                                                    | Non qualifiée                                                    | Non qualifiée                                                    | Non qualifiée                                                    | Non qualifiée                                                    | Non qualifiée                                                    | Non qualifiée | 3/8                 | 14                  | 6                   | 2                   | 2                   | 22                  | 11                  |
| 2012          | Non qualifiée                                                    | Non qualifiée                                                    | Non qualifiée                                                    | Non qualifiée                                                    | Non qualifiée                                                    | Non qualifiée                                                    | Non qualifiée                                                    | Non qualifiée                                                    | Non qualifiée | 3/6                 | 10                  | 4                   | 3                   | 3                   | 13                  | 12                  |
| 2016          | Non qualifiée                                                    | Non qualifiée                                                    | Non qualifiée                                                    | Non qualifiée                                                    | Non qualifiée                                                    | Non qualifiée                                                    | Non qualifiée                                                    | Non qualifiée                                                    | Non qualifiée | 4/5                 | 8                   | 2                   | 1                   | 5                   | 8                   | 13                  |
| 2021          | Non qualifiée                                                    | Non qualifiée                                                    | Non qualifiée                                                    | Non qualifiée                                                    | Non qualifiée                                                    | Non qualifiée                                                    | Non qualifiée                                                    | Non qualifiée                                                    | Non qualifiée | 3/5                 | 8                   | 4                   | 2                   | 2                   | 17                  | 17                  |
| 2024          | 1er tour                                                         | 19e                                                              | 3                                                                | 0                                                                | 2                                                                | 1                                                                | 1                                                                | 2                                                                | 2/5           | 8                   | 4                   | 2                   | 2                   | 15                  | 9                   |                     |
| 2028          | À venir                                                          | À venir                                                          | À venir                                                          | À venir                                                          | À venir                                                          | À venir                                                          | À venir                                                          | À venir                                                          | À venir       | À venir             | À venir             | À venir             | À venir             | À venir             | À venir             |                     |
| 2032          | À venir                                                          | À venir                                                          | À venir                                                          | À venir                                                          | À venir                                                          | À venir                                                          | À venir                                                          | À venir                                                          | À venir       | À venir             | À venir             | À venir             | À venir             | À venir             | À venir             |                     |
| Total         | Total                                                            | 1/5                                                              | 3                                                                | 0                                                                | 2                                                                | 1                                                                | 1                                                                | 2                                                                | Total         | 48                  | 20                  | 10                  | 14                  | 75                  | 62                  |                     |

### Parcours enLigue des nations
| Édition   | Ligue | Phase de Groupes | Phase de Groupes | Phase de Groupes | Phase de Groupes | Phase de Groupes | Phase de Groupes | Phase de Groupes | Phase finale | Phase finale  | Phase finale  | Phase finale  | Phase finale  | Phase finale  | Phase finale  | Phase finale  |
| Édition   | Ligue | Class.           | J                | G                | N                | P                | bp               | bc               | Pays hôte    | Résultat      | J             | G             | N             | P             | bp            | bc            |
| --------- | ----- | ---------------- | ---------------- | ---------------- | ---------------- | ---------------- | ---------------- | ---------------- | ------------ | ------------- | ------------- | ------------- | ------------- | ------------- | ------------- | ------------- |
| 2018-2019 | C     | 1/4              | 6                | 4                | 2                | 0                | 11               | 4                | 2019         | Inéligible    | Inéligible    | Inéligible    | Inéligible    | Inéligible    | Inéligible    | Inéligible    |
| 2020-2021 | B     | 3/4              | 6                | 1                | 3                | 2                | 9                | 7                | 2021         | Inéligible    | Inéligible    | Inéligible    | Inéligible    | Inéligible    | Inéligible    | Inéligible    |
| 2022-2023 | B     | 1/4              | 6                | 4                | 1                | 1                | 13               | 5                | 2023         | Inéligible    | Inéligible    | Inéligible    | Inéligible    | Inéligible    | Inéligible    | Inéligible    |
| 2024-2025 | A     | 3/4              | 6                | 1                | 3                | 2                | 3                | 6                | 2025         | Non qualifiée | Non qualifiée | Non qualifiée | Non qualifiée | Non qualifiée | Non qualifiée | Non qualifiée |
| Total     | Total | Total            | 24               | 10               | 9                | 5                | 36               | 22               | Total        | Total         | 0             | 0             | 0             | 0             | 0             | 0             |

La Serbie termine première de son groupe et première équipe de la Ligue C. Aleksandar Mitrovic est le meilleur buteur de la Ligue des nations à l'issue de la phase de groupes de 2018 avec 6 réalisations, et Andrija Zivkovic termine 2e meilleur passeur avec 4 passes décisives.

## Joueurs et personnalités de la sélection

### Sélectionneurs
Les sélectionneurs en italique ont assuré l'intérim.
Mis à jour le 21 juin 2025.
| Sélectionneur      | Période               | Matchs | Gagnés | Nuls | Perdus | Gagnés % |
| ------------------ | --------------------- | ------ | ------ | ---- | ------ | -------- |
| Javier Clemente    | juil. 2006-nov. 2007  | 16     | 7      | 7    | 2      | 43,75    |
| Miroslav Đukić     | déc. 2007-août 2008   | 5      | 0      | 2    | 3      | 0        |
| Radomir Antić      | aout 2008-sep. 2010   | 28     | 17     | 3    | 8      | 60,71    |
| Vladimir Petrović  | sep. 2010-oct. 2011   | 13     | 5      | 3    | 5      | 38,46    |
| Radovan Ćurčić     | oct. 2011-mai 2012    | 5      | 2      | 1    | 2      | 40       |
| Siniša Mihajlović  | mai 2012-nov. 2013    | 19     | 7      | 4    | 8      | 36,84    |
| Ljubinko Drulovic  | fév. 2014-juil. 2014  | 4      | 2      | 1    | 1      | 50       |
| Dick Advocaat      | juil. 2014-nov. 2014  | 4      | 0      | 2    | 2      | 0        |
| Radovan Ćurčić     | nov. 2014-avr. 2016   | 11     | 5      | 0    | 6      | 45,45    |
| Slavo Muslin       | mai. 2016-oct. 2017   | 15     | 8      | 5    | 2      | 53,33    |
| Mladen Krstajić    | nov. 2017-juil. 2019  | 19     | 9      | 5    | 5      | 47,36    |
| Ljubiša Tumbaković | juil. 2019- déc. 2020 | 14     | 6      | 5    | 3      | 42,86    |
| Ilija Stolica      | 2021                  | 2      | 0      | 2    | 0      | 0        |
| Dragan Stojković   | fev. 2021 - en cours  | 52     | 25     | 14   | 13     | 48,07    |

### Quelques anciens joueurs

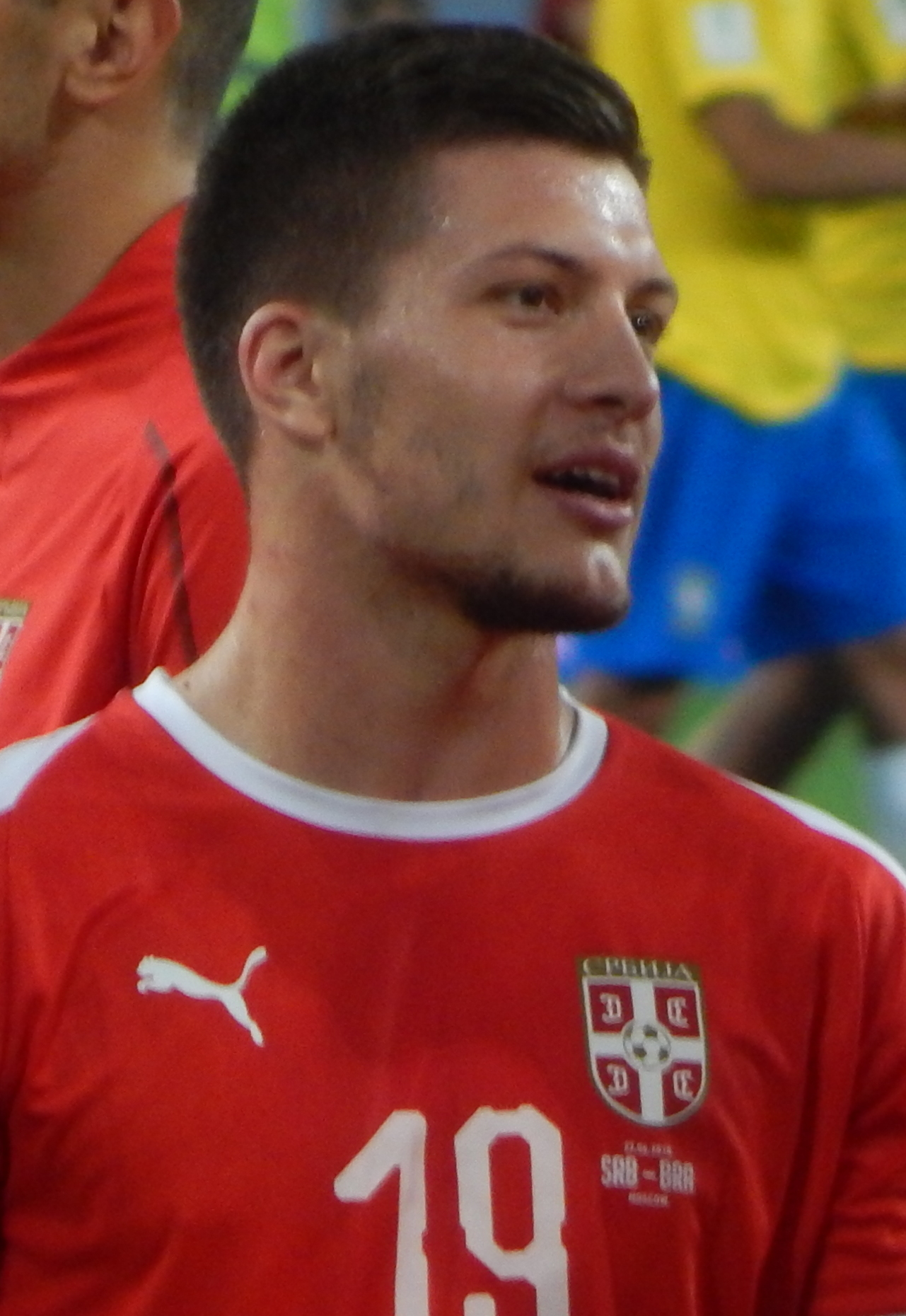
Luka Jović

| - Goran Bunjevčević (D) - Ivan Ćurković (G) - Goran Đorović (D) - Sinisa Mihajlovic (D) - Ljubinko Drulović (M) - Nemanja Vidic (D) - Miroslav Đukić (D) | - Dragan Džajić (A) - Dragan Stojkovic (MO) - Dejan Stankovic (M) - Slaviša Jokanović (M) - Vladimir Jugović (M) - Dejan Petković (M) - Savo Milošević (A) - Dejan Savićević (MO) |

## Statistiques et records
| Rang | Sélections | Joueur              | Carrière  | Buts |
| ---- | ---------- | ------------------- | --------- | ---- |
| 1    | 111        | Dušan Tadić         | 2008-2024 | 23   |
| 2    | 105        | Branislav Ivanović  | 2005-2018 | 13   |
| 3    | 103        | Dejan Stanković     | 1998-2013 | 15   |
| 4    | 102        | Savo Milošević      | 1994-2008 | 37   |
| 5    | 95         | Aleksandar Mitrović | 2013-     | 59   |
| 6    | 94         | Aleksandar Kolarov  | 2008-2020 | 11   |
| 7    | 85         | Dragan Džajić       | 1964-1979 | 23   |
| 8    | 84         | Dragan Stojković    | 1983-2001 | 15   |
| 8    | 84         | Vladimir Stojković  | 2006-2018 | 0    |
| 10   | 76         | Zoran Tošić         | 2007-2016 | 11   |

| Rang | Buts | Joueur              | Carrière  | Sélections | Ratio |
| ---- | ---- | ------------------- | --------- | ---------- | ----- |
| 1    | 59   | Aleksandar Mitrović | 2013-     | 95         | 0,62  |
| 2    | 38   | Stjepan Bobek       | 1946-1956 | 63         | 0,6   |
| 3    | 37   | Milan Galić         | 1959-1965 | 51         | 0,73  |
| 3    | 37   | Blagoje Marjanović  | 1926-1938 | 58         | 0,64  |
| 3    | 37   | Savo Milošević      | 1994-2008 | 102        | 0,36  |
| 6    | 32   | Rajko Mitić         | 1946-1957 | 59         | 0,54  |
| 7    | 29   | Dušan Bajević       | 1970-1977 | 37         | 0,78  |
| 8    | 28   | Todor Veselinović   | 1953-1961 | 37         | 0,76  |
| 9    | 27   | Predrag Mijatović   | 1989-2003 | 73         | 0,37  |
| 10   | 26   | Bora Kostić         | 1956-1964 | 33         | 0,79  |

### Joueurs notables

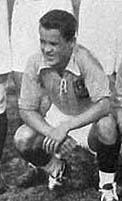
Aleksandar Tirnanića participé à la Coupe du monde de 1930 et a dirigé l'équipe de 1953 à 1960
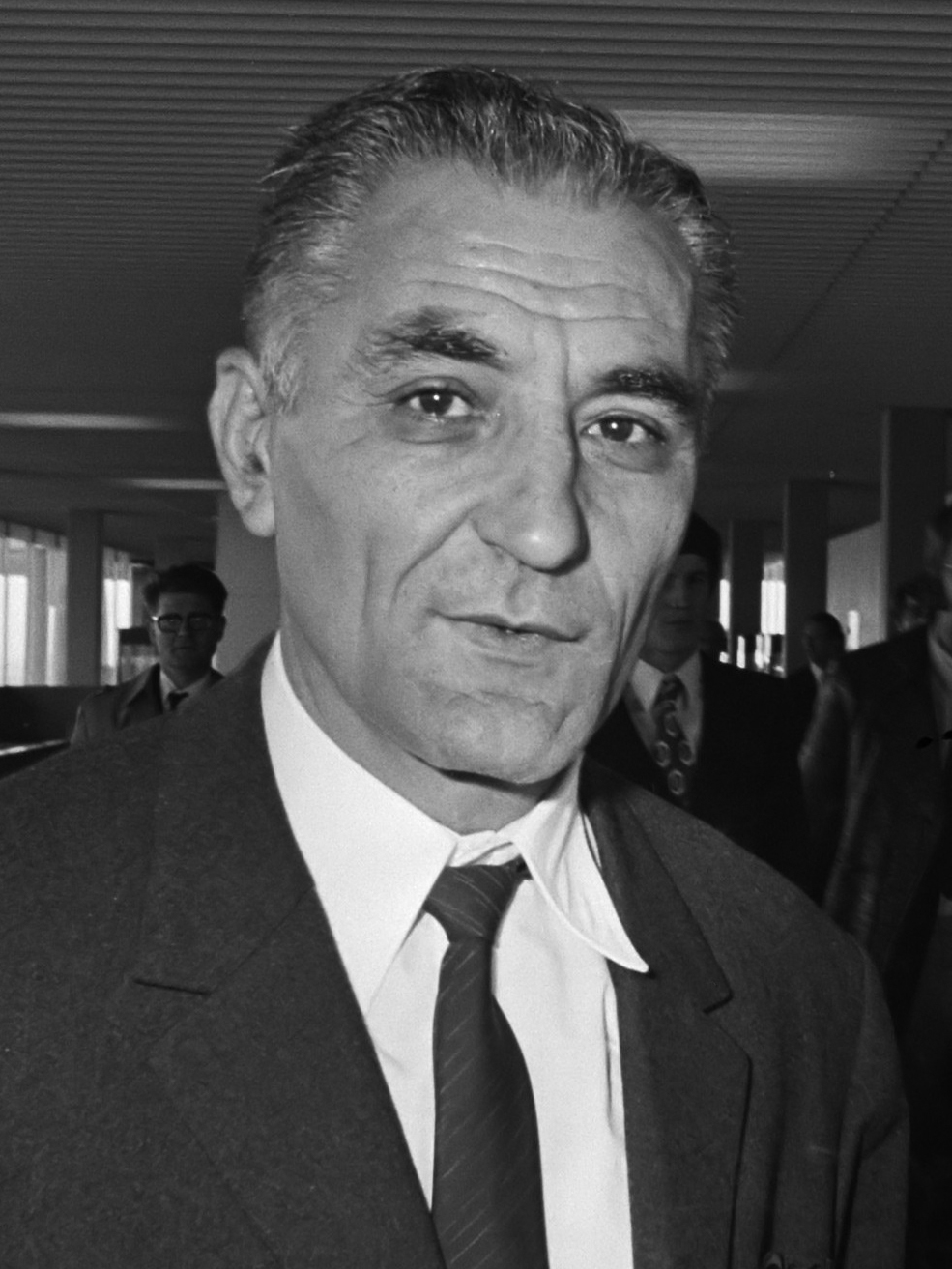
Rajko Mitić joué pour la Yougoslavie entre 1946 et 1957
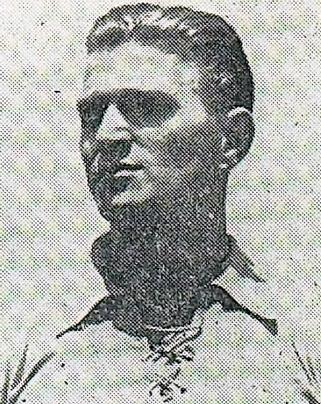
Stjepan Bobek est le meilleur buteur de l'histoire des buts avec 38 buts
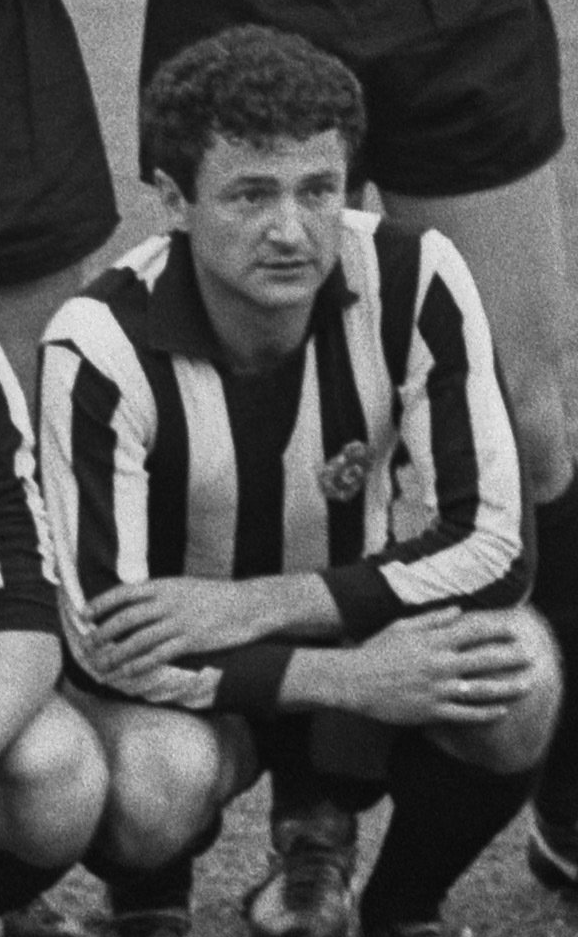
Milan Galić joué 51 matchs et marqué 37 buts pour l'équipe
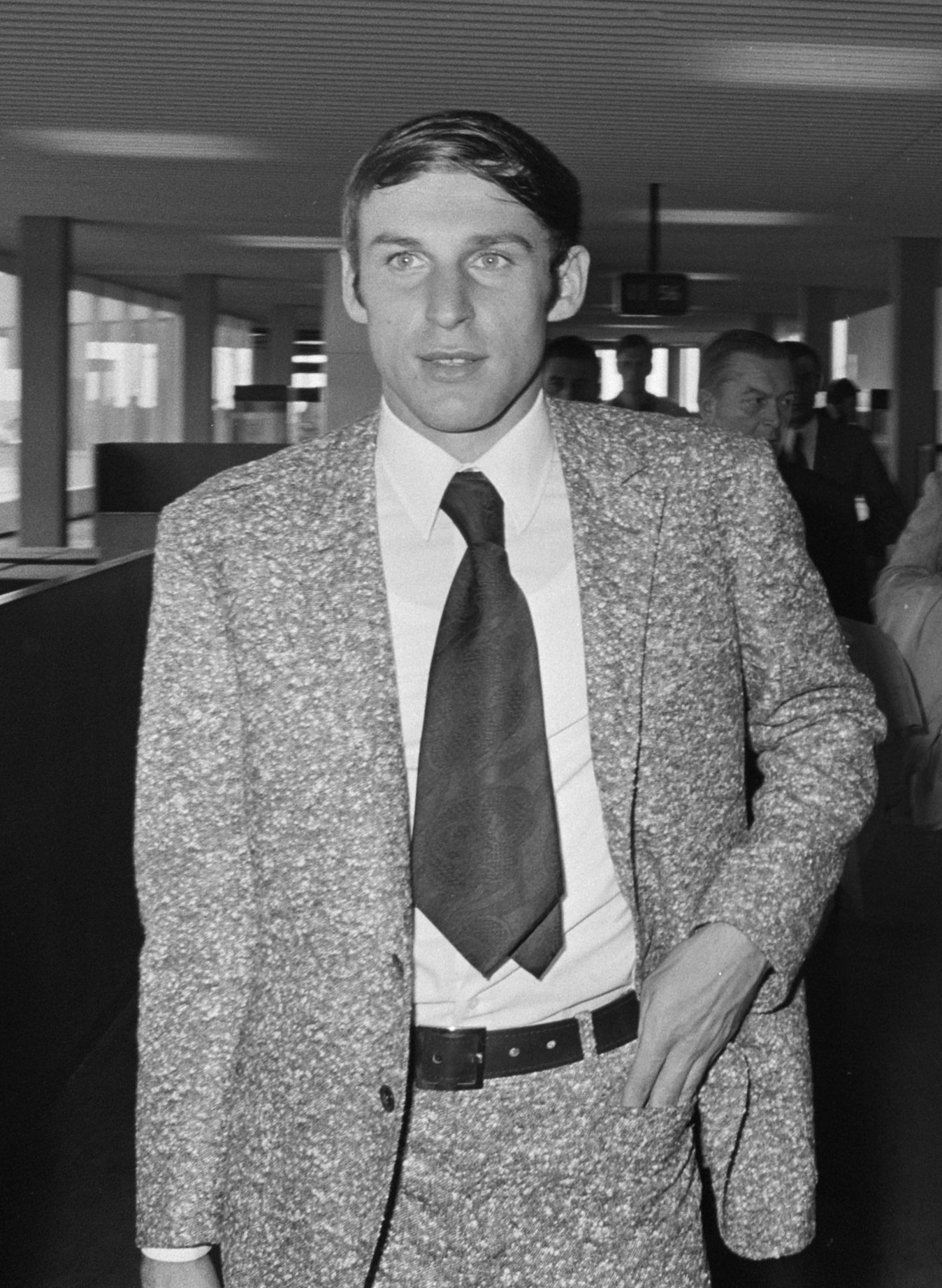
Dragan Džajić a été considéré par beaucoup comme le meilleur joueur de l'histoire de la Yougoslavie
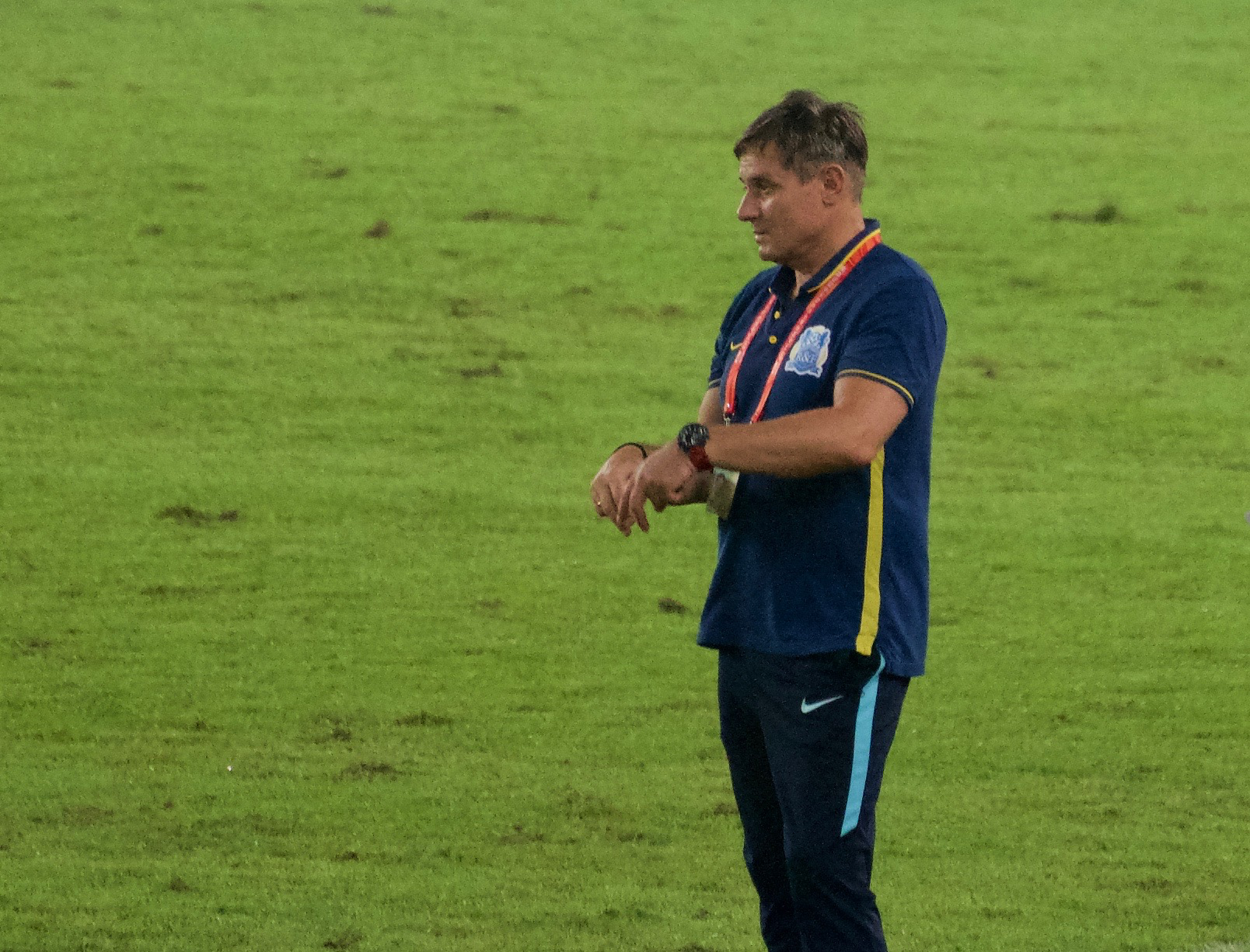
Dragan Stojković, dribbler fantastique a joué 18 ans pour l'équipe nationale
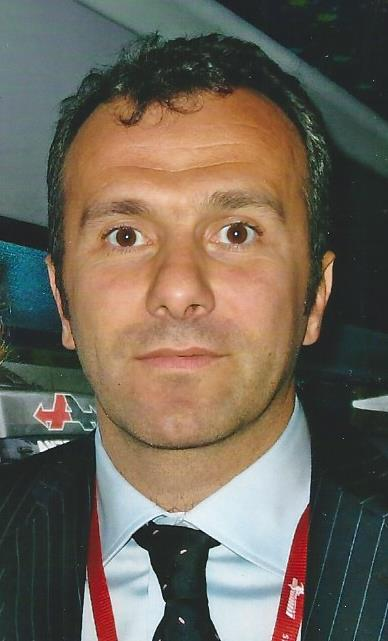
Dejan Savićević a joué pour l’équipe de 1986 à 1999 et a dirigé l’équipe de 2001 à 2003
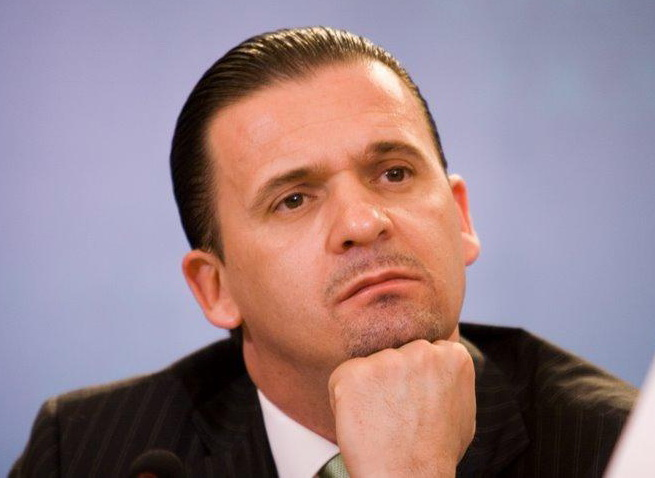
Predrag Mijatović était le meilleur buteur des éliminatoires de la Coupe du monde 1998 avec 13 buts
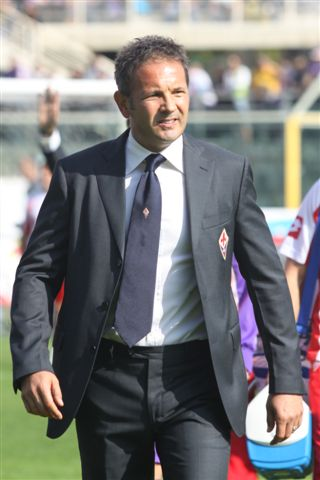
Siniša Mihajlović a joué 63 matches pour l'équipe de 1993 à 2003 et a dirigé l'équipe lors des qualifications pour la Coupe du Monde de la FIFA 2014
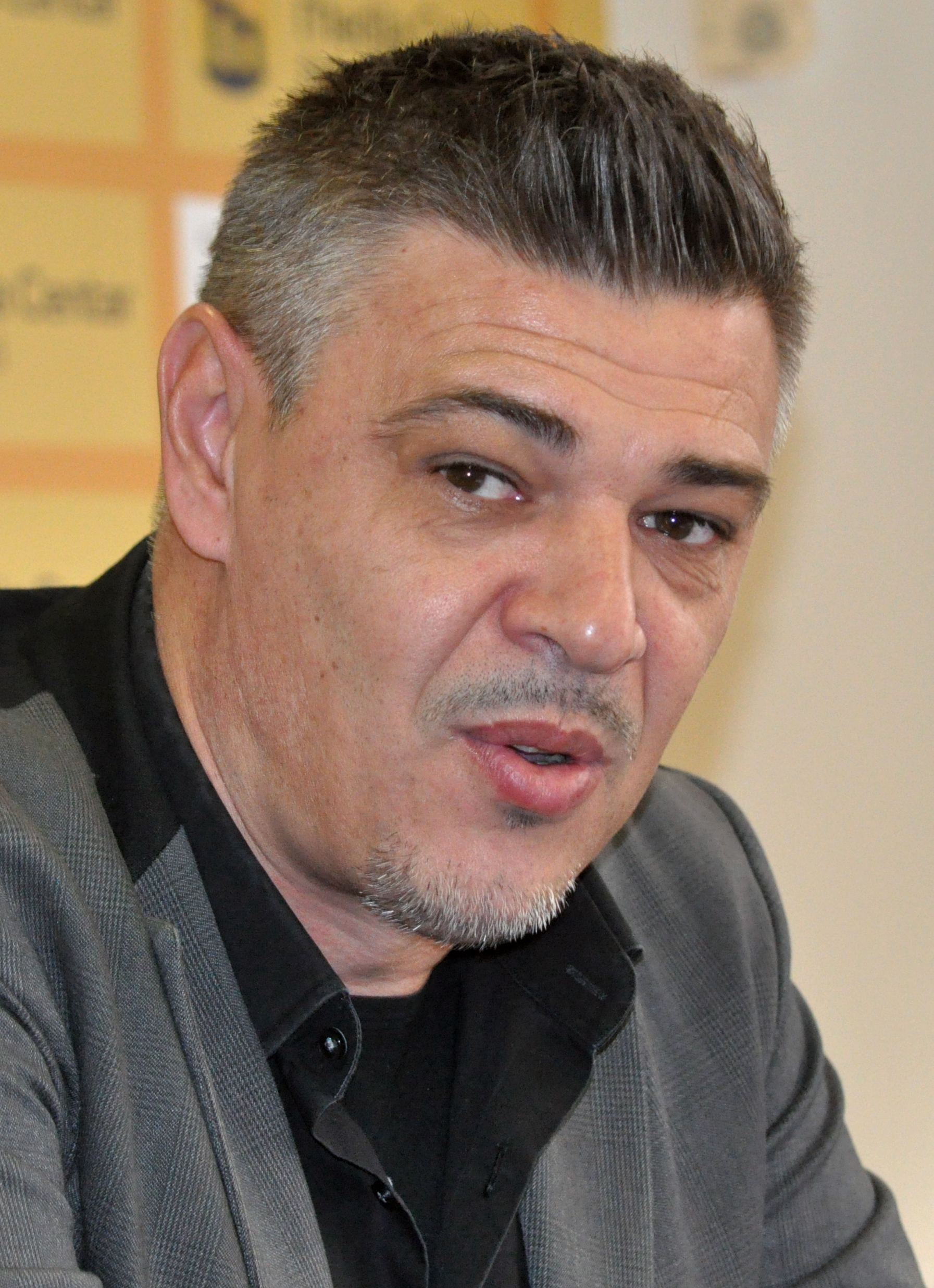
Savo Milošević a joué 102 matchs, marqué 37 buts et était UEFA Euro 2000 Golden Boot
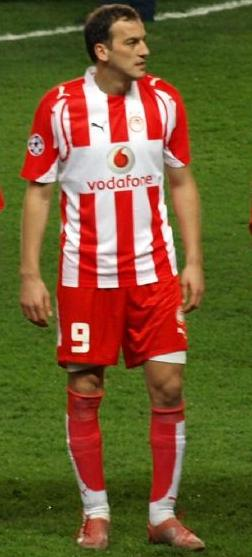
Darko Kovačević joué 59 matchs et marqué 10 buts de 1994-2004
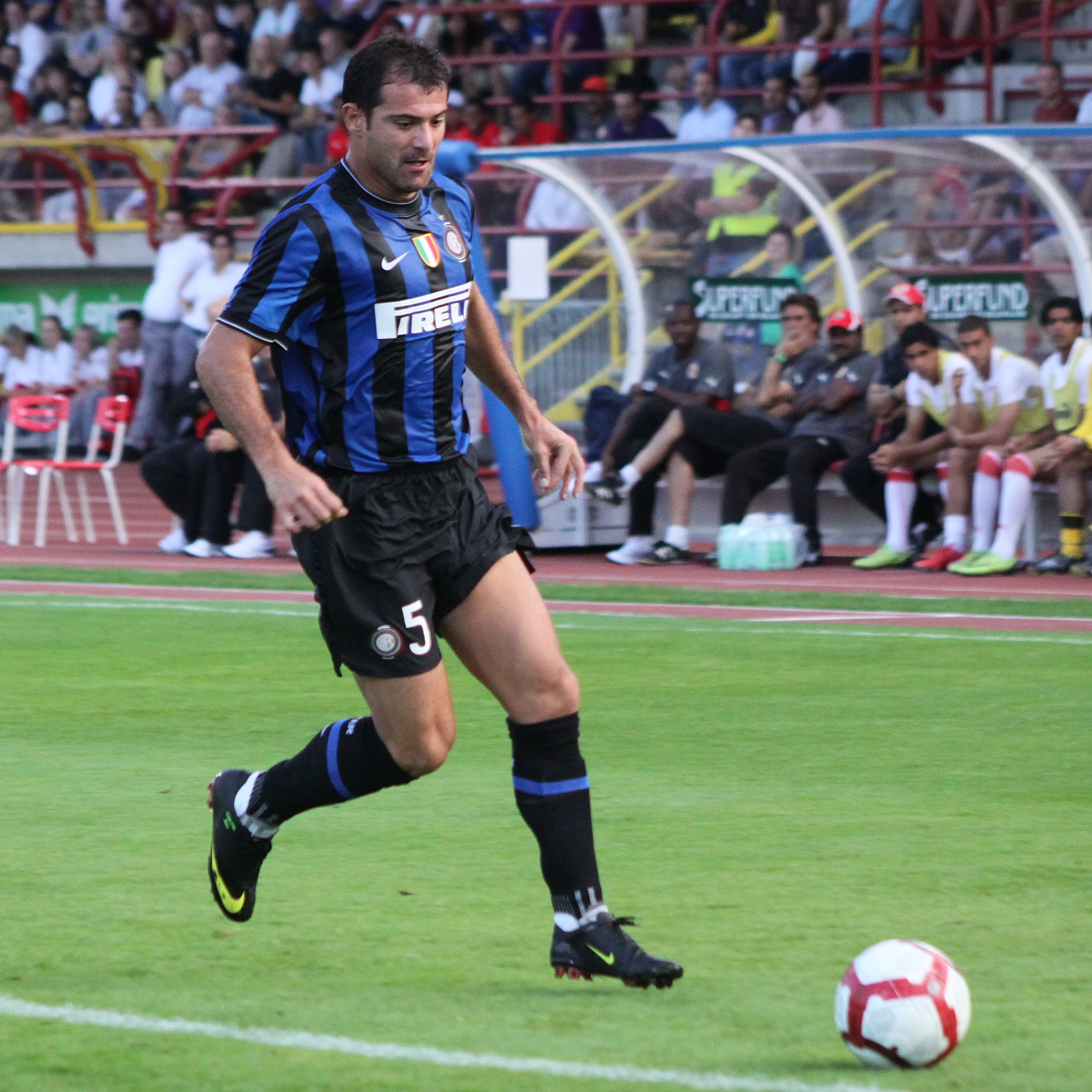
Dejan Stanković est un joueur serbe qui remporte le plus de trophées. A joué dans trois Coupes du monde et un Championnat d'Europe
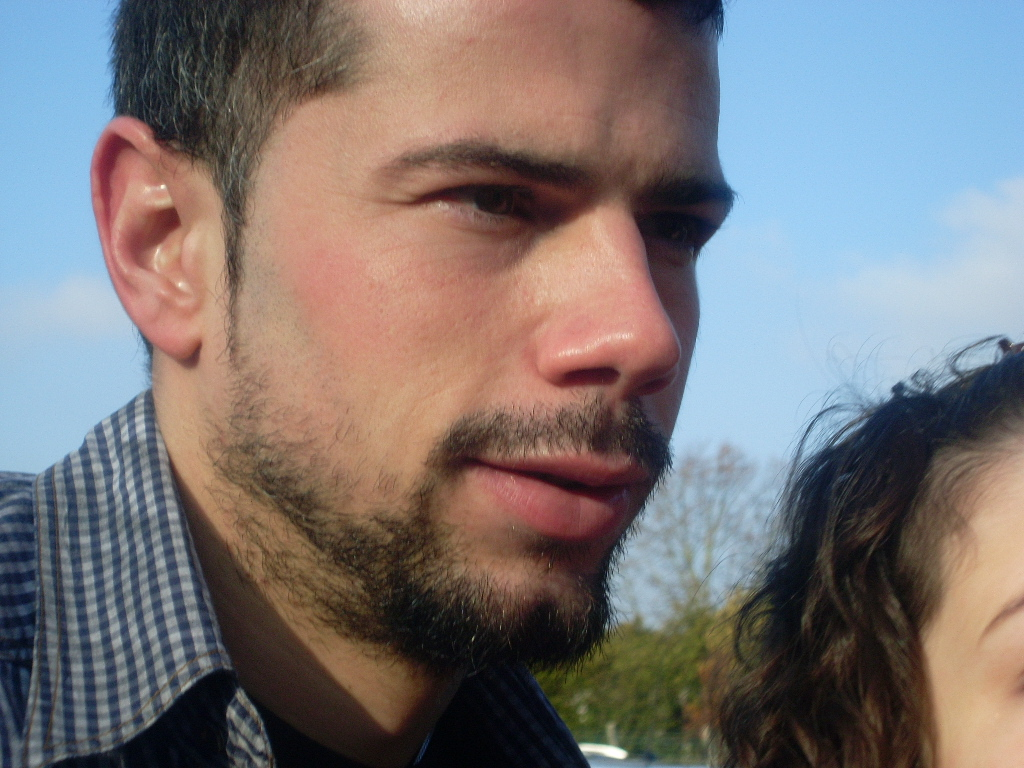
Mateja Kežman était le meilleur buteur de l'équipe lors des qualifications pour la Coupe du Monde FIFA 2006
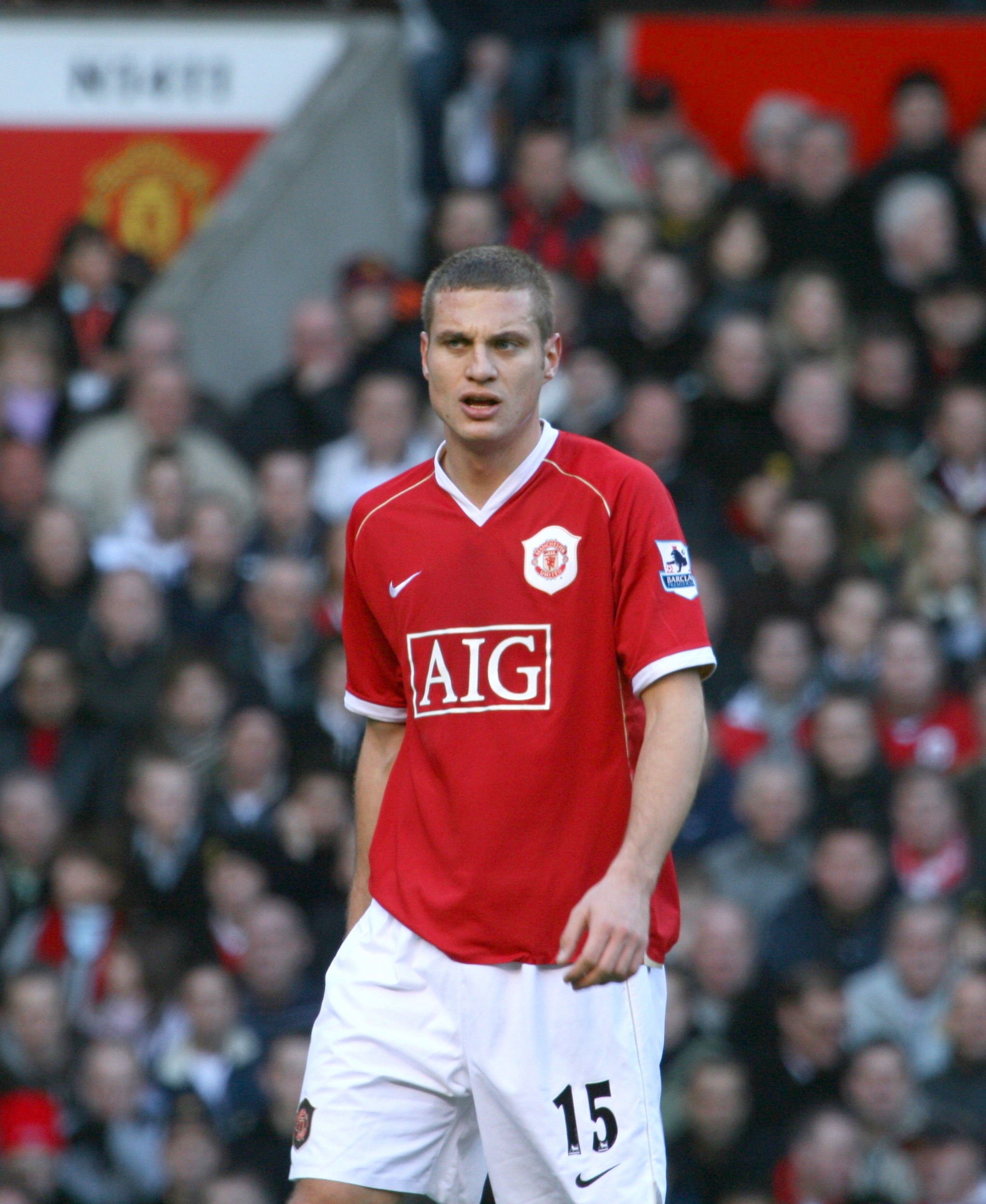
Nemanja Vidić défenseur légendaire, a joué 56 matchs et a participé à deux Coupes du monde
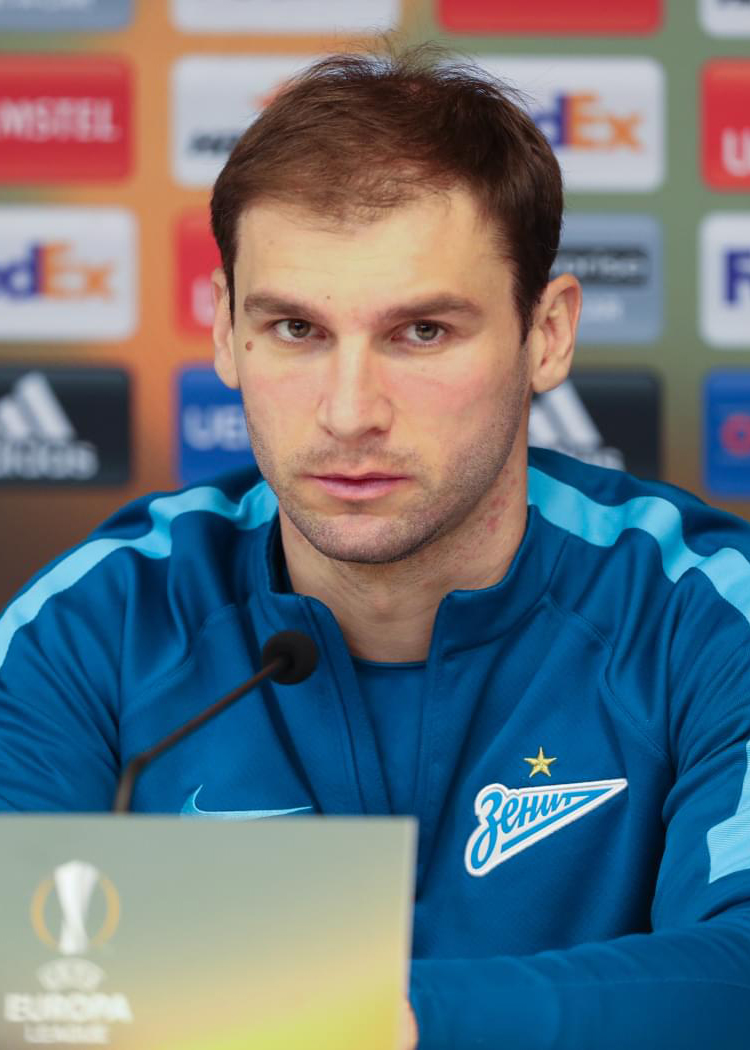
Branislav Ivanović est l'ancien capitaine, et aussi le joueur le plus capé de l'histoire des joueurs
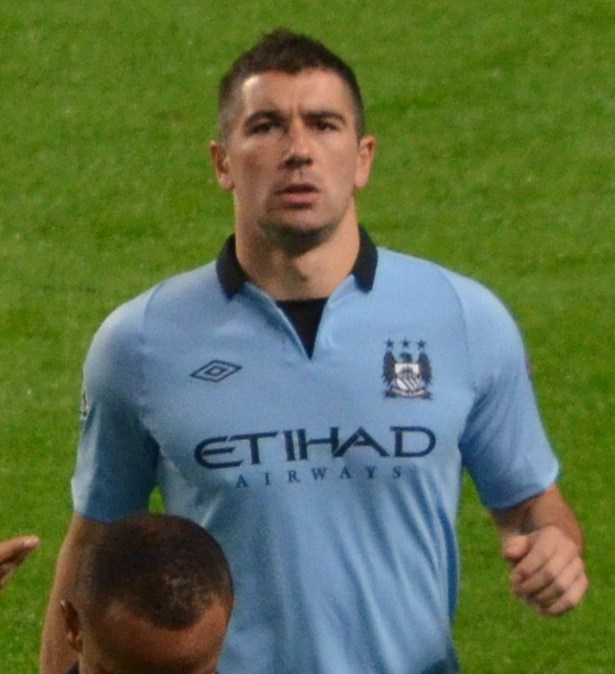
Aleksandar Kolarov est l'ancien capitaine de l'équipe avec plus de 97 sélections.
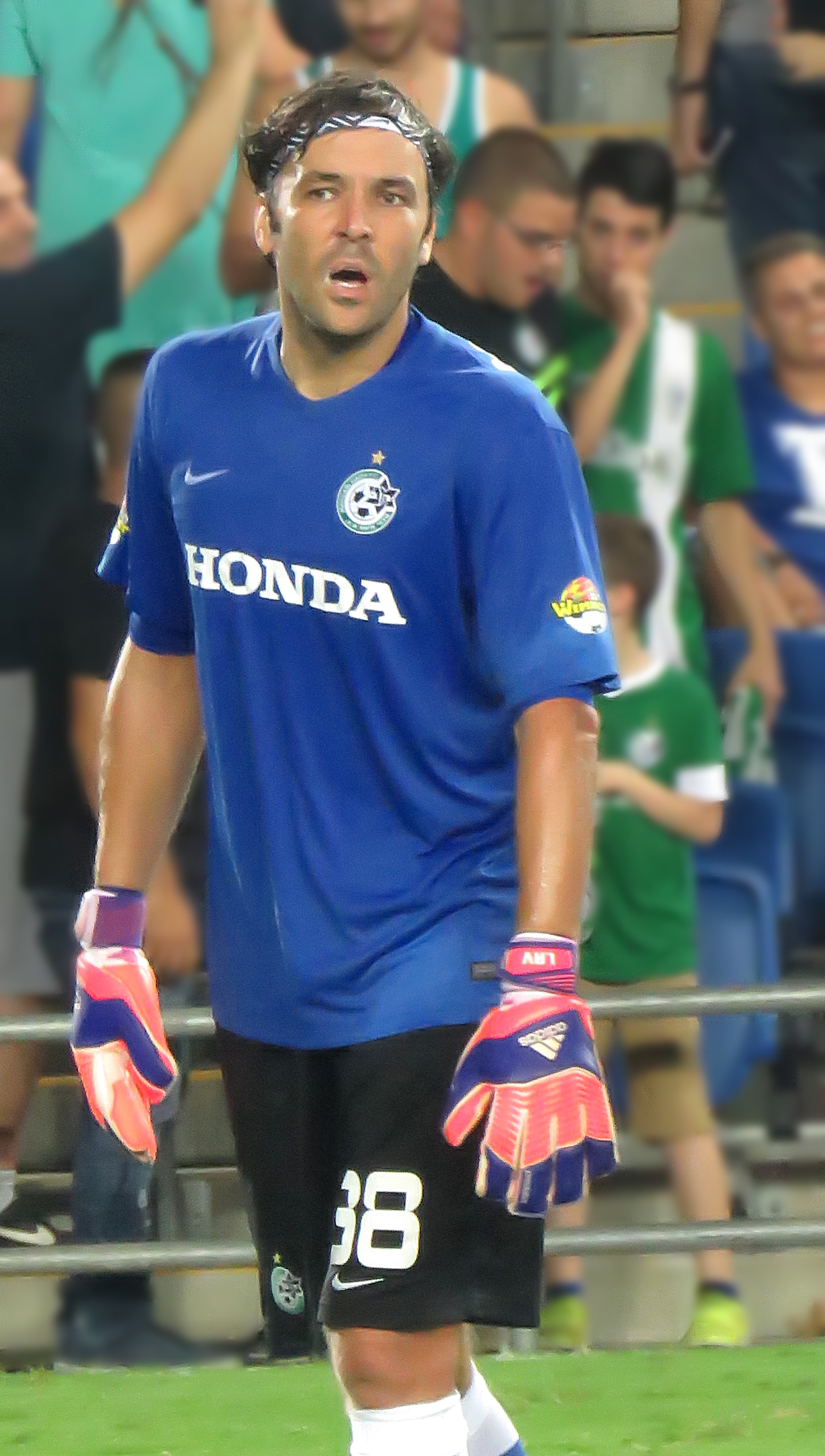
Vladimir Stojković est le gardien le plus capé de l'histoire de l'équipe
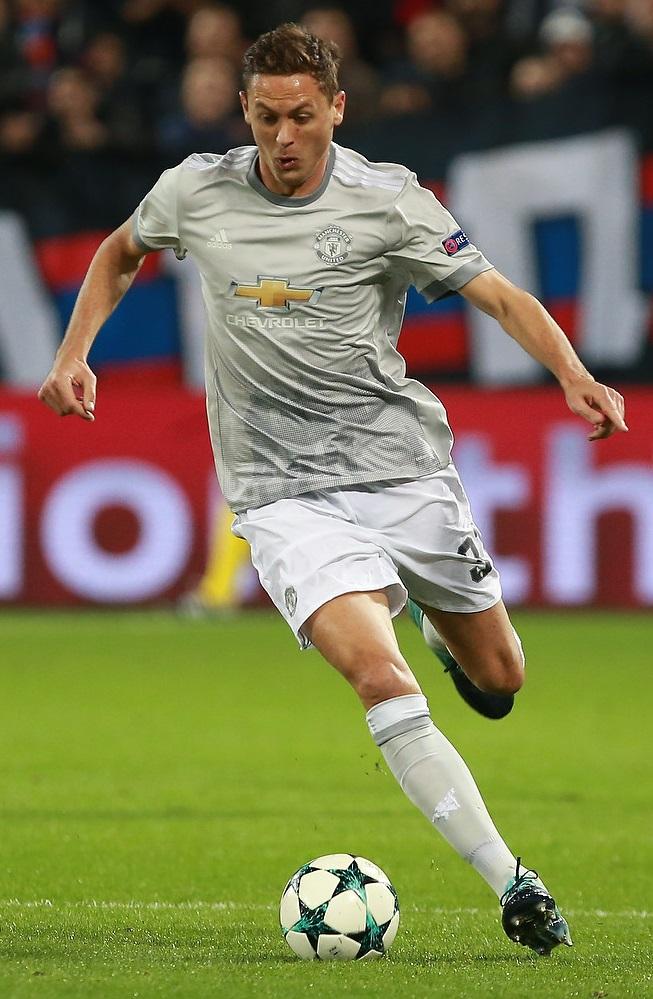
Nemanja Matić, joueur vedette actuel, jouant pour l'équipe depuis 2008
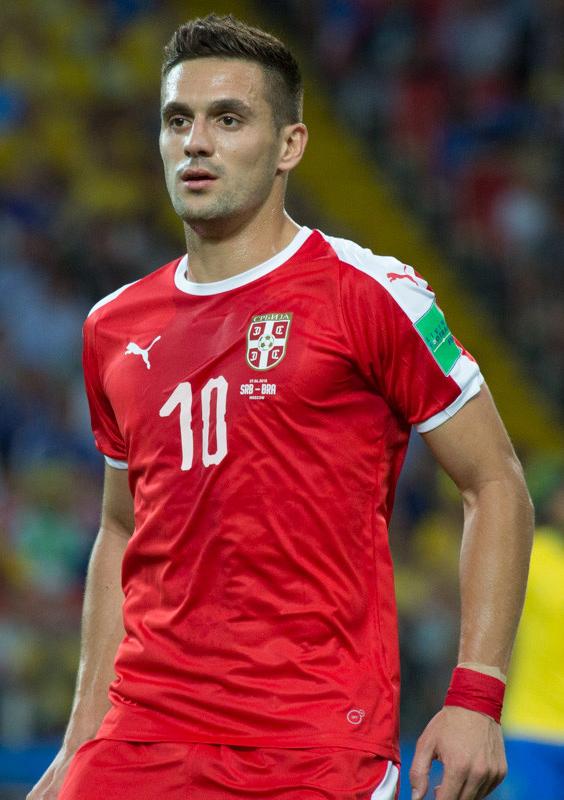
Dušan Tadić, est le capitaine de l'équipe de 2021 à 2024.

### Classements FIFA
Le meilleur classement FIFA de la Serbie est 6 eme en décembre 1998.
| Année                | 2005 | 2006 | 2007 | 2008 | 2009 | 2010 | 2011 | 2012 | 2013 | 2014 | 2015 | 2016 | 2017 | 2018 | 2019 | 2020 | 2021 | 2022 | 2023 | 2024 |
| -------------------- | ---- | ---- | ---- | ---- | ---- | ---- | ---- | ---- | ---- | ---- | ---- | ---- | ---- | ---- | ---- | ---- | ---- | ---- | ---- | ---- |
| Classement mondial   | 47   | 33   | 27   | 30   | 19   | 23   | 27   | 38   | 30   | 38   | 56   | 44   | 36   | 29   | 29   | 30   | 23   | 29   | 34   | 32   |
| Classement en Europe | 20   | 19   | 18   | 12   | 15   | 18   | 21   | 19   | 24   | 32   | 26   | 22   |      |      | 18   | 17   | 14   | 16   | 18   | 18   |

| Légende du classement mondial : Légende du classement européen : | - de 1 à 10 - de 1 à 10 | - de 11 à 79 - de 11 à 39 | - de 80 à 149 - de 40 à 50 |